# Stearns megye
Stearns megye az Amerikai Egyesült Államokban, azon belül Minnesota államban található. Megyeszékhelye és legnagyobb városa St. Cloud. Lakosainak száma 158 292 fő (2020. április 1.). Stearns megye Todd, Kandiyohi, Meeker, Benton, Morrison, Sherburne, Wright, Pope és Douglas megyékkel határos.

## Népesség
A megye népességének változása:
| Lakosok száma | 150 701 | 151 157 | 151 617 | 152 092 | 154 708 | 158 292 |
|               | 2010    | 2011    | 2012    | 2013    | 2015    | 2020    |